# Ambasadorowie Chin w Korei Północnej
Chińska Republika Ludowa od chwili ustanowienia oficjalnych stosunków dyplomatycznych z Koreańską Republiką Ludowo-Demokratyczną posiada w tym kraju swojego ambasadora w mieście Pjongjang.
| L.p. | Ambasador      | Okres pełnienia funkcji       |
| ---- | -------------- | ----------------------------- |
| 1.   | Ni Zhiliang    | sierpień 1950 – marzec 1952   |
| 2.   | Pan Zili       | styczeń 1955 – luty 1956      |
| 3.   | Qiao Xiaoguang | kwiecień 1956 – lipiec 1961   |
| 4.   | Hao Deqing     | sierpień 1961 – listopad 1965 |
| 5.   | Jiao Ruo       | grudzień 1965 – marzec 1970   |
| 6.   | Li Yunchuan    | sierpień 1970 – czerwiec 1976 |
| 7.   | Lu Zhixian     | wrzesień 1976 – luty 1982     |
| 8.   | Zong Kewen     | sierpień 1982 – sierpień 1987 |
| 9.   | Wen Yezhan     | październik 1987 – maj 1990   |
| 10.  | Zhen Yi        | czerwiec 1990 – wrzesień 1993 |
| 11.  | Qiao Zonghuai  | wrzesień 1993 – marzec 1997   |
| 12.  | Wan Yongxiang  | kwiecień 1997 – marzec 2000   |
| 13.  | Wang Guozhang  | kwiecień 2000 – grudzień 2001 |
| 14.  | Wu Donghe      | grudzień 2001 – sierpień 2006 |
| 15.  | Liu Xiaoming   | wrzesień 2006 – luty 2010     |
| 16.  | Liu Hongcai    | marzec 2010 – luty 2015       |
| 17.  | Li Jinjun      | od marca 2015                 |